# Plastor
Plastor Oradea este o companie producătoare de repere din plastic de uz casnic și industrial.
Activitatea companiei este centrată pe trei segmente distincte - produse industriale (flacoane, bidoane, containere) și produse de uz casnic (mobilier de gradină, vase pentru flori, articole pentru baie și bucătărie), subansamble pentru industria auto, repere pentru aparatură electrocasnică și matrițe, respectiv producția de articole sportive.
Plastor este unul dintre furnizorii de subansamble pentru Dacia-Renault și Electrolux.
Pentru grupul Electrolux, firma realizează componente din material plastic pentru aragaze iar pentru Dacia furnizează preponderent piese suflate - conducte de aerisire și încălzire, precum și recipiente de lichid pentru modelul Logan.
Până în 1990, Plastor a făcut parte din Viitorul Oradea.
Din grupul Plastor face parte și compania Pergo, care produce perii de uz casnic.
Număr de angajați în 2005: 1.180
Cifra de afaceri:
- 2005: 16 milioane euro[1]
- 2004: 12,5 milioane euro[4]
- 2003: 10,6 milioane euro[3]

## Istoric
Istoria companiei începe în 1914, când se înființa, în Oradea, Fabrica de agrafe și piepteni.
Societatea avea atunci 22 de angajați.
În 1922 lua naștere Fabrica de perii.
Cele două fabrici au fost naționalizate în 1948.
În perioada 1949 - 1952 au loc câteva schimbări de identitate la care se adaugă și fuziuni cu mai multe societăți care fabricau articole casnice, articole din materiale plastice, perii, mingi de ping-pong sau matrițe.
În 1963, întreprinderea primește o noua denumire: Fabrica de mase plastice Viitorul.
În 1991, întreprinderea de mase plastice devine societate pe acțiuni și își schimbă denumirea în Plastor.
În 1990, societatea intra în economia de piață cu 2.600 de salariați producând: jucării, folii, perii, monofilamente, etichete, fermoare, articole de uz casnic.
Din societate se desprinde o secție de producție care devine fabrică de sine stătătoare și are ca domeniu de activitate fabricarea periilor.
Plastor a fost privatizată în totalitate în anul 1994, prin metoda MEBO, acționariatul fiind reprezentat de 450 de persoane, salariați ai firmei.
Dintre aceștia 12 persoane dețin 51% din acțiunile firmei, iar conducerea deține 33%.